# 후지야마역
후지야마역(일본어: 藤山駅)은 일본 홋카이도 루모이시에 위치한 홋카이도 여객철도 루모이 본선의 철도역이다. 단선 승강장 1면 1선의 구조를 갖춘 지상역이다.

## 이용 현황
- 1981년도 : 45명
- 1992년도 : 8명

## 역 주변
- 국도 제233호선
- 후지야마 저수지
- 루모이 강

## 역사
- 1910년 11월 23일 : 일본국유철도 루모이 선 후카가와 역 - 루모이 역 간 개통에 수반해 개업. 일반역.
- 1931년 10월 10일 : 선로명을 루모이 본선으로 개칭, 그것에 수반해 이 선의 역으로 한다.
- 1962년 11월 1일 : 화물 취급 폐지.
- 1984년 2월 1일 : 소화물 취급 폐지. 폐색 합리화에 수반해 교환 설비 폐지, 동시에 무인화.
- 1987년 4월 1일 : 일본국유철도 분할 민영화에 의해, 홋카이도 여객철도가 승계.
- 1997년 4월 1일 : 선로명을 루모이 본선으로 개칭, 그것에 수반해 이 선의 역으로 한다.
- 2023년 4월 1일: 폐역.

## 인접 역
| 홋카이도 여객철도 루모이 본선 | 홋카이도 여객철도 루모이 본선 | 홋카이도 여객철도 루모이 본선 |
| ----------------------------- | ----------------------------- | ----------------------------- |
| 호로누카 후카가와 방면        | 루모이 본선                   | 오와다 마시케 방면            |